# La signorina
Pour plus de détails, voir Fiche technique et Distribution.
La signorina est une comédie romantique italienne de téléphones blancs réalisée par László Kiss et sortie en 1942.

## Synopsis
La jeune fille d'un libertin est confiée à un romancier qui accepte de jouer le rôle de son père. Le romancier trouve également un garçon qui lui conviendrait comme mari, mais il découvre ensuite qu'il est déjà son amant. Malgré ces péripéties et d'autres, le dénouement heureux voit l'amour s'épanouir entre la pupille et son tuteur.

## Fiche technique
- Titre original italien : La signorina (litt. « La demoiselle »)[1]
- Réalisateur : László Kiss
- Scénario : Gerolamo Rovetta, Alessandro De Stefani, Guido Cantini
- Photographie : Giorgio Orsini
- Montage : Giancarlo Cappelli (it)
- Musique : Giovanni Militello
- Décors : Arnaldo Foresti (it)
- Production : Angelo Tarchi
- Société de production : Sabaudia Film
- Pays de production :  Royaume d'Italie
- Langue originale : italien
- Format : Noir et blanc - 1,37:1 - Son mono - 35 mm
- Durée : 83 minutes
- Genre : comédie romantique de téléphones blancs
- Dates de sortie :
  - Royaume d'Italie : septembre 1942

## Distribution
- Loredana : Lulù
- Nino Besozzi : Francesco Roero
- Laura Nucci : Fani
- Alberto Sordi : Nino
- Paolo Stoppa : l'amant de Fani
- Leda Gloria
- Maria Jacobini
- Giacomo Moschini
- Giovanni Varni
- Nino Marchesini
- Lydia Johnson
- Liana Del Balzo

## Production
Les affiches de films pour l'Italie ont été créées par le peintre Anselmo Ballester.